# Saint-Bressou
Saint-Bressou – miejscowość i gmina we Francji, w regionie Oksytania, w departamencie Lot.
Według danych na rok 1990 gminę zamieszkiwało 118 osób, a gęstość zaludnienia wynosiła 12 osób/km² (wśród 3020 gmin regionu Midi-Pireneje Saint-Bressou plasuje się na 945. miejscu pod względem liczby ludności, natomiast pod względem powierzchni na miejscu 1100.).